# Na legalu?
Na legalu? – piąty album studyjny polskiej grupy muzycznej Slums Attack. Wydawnictwo ukazało się 15 grudnia 2001 roku nakładem wytwórni muzycznej T1-Teraz. Na podstawie pomysłu właściciela firmy wydawniczej Arkadiusza Delisia była to pierwsza płyta sygnowana jako Peja/Slums Attack. Przyczyną był sukces filmu Blokersi w reżyserii Sylwestra Latkowskiego z Peją w roli głównej, a który przyczynił się do ogólnopolskiego zainteresowania jego osobą.
Teksty utworów z płyty opowiadają o społeczeństwie z tzw. „marginesu”, ludziach dotkniętych biedą, spotykających się z brakiem akceptacji, uzależnionych od alkoholu i narkotyków. Album uzyskał status złotej, a następnie platynowej płyty. Gościnnie na płycie wystąpili m.in. Doniu, Wiśnix, Iceman, Ascetoholix oraz Medi Top Glon.
Płyta dotarła do 10. miejsca listy OLiS w Polsce. Album promowały teledyski do utworów: „Mój rap, moja rzeczywistość”, „Jest jedna rzecz”, „Głucha noc”, „Właściwy wybór/Randori” i „Być nie mieć”. Album został wydany także w 2003 roku na płycie winylowej pt. Na winylu. Album otrzymał nagrodę polskiego przemysłu fonograficznego Fryderyka w kategorii „najlepszy album hip-hop”.
W 2005 roku utwór „Głucha noc” został wykorzystany w filmie obyczajowym Teraz ja w reżyserii Anny Jadowskiej. W 2012 roku piosenka pt. „I moje miasto złą sławą owiane...” znalazł się na liście „120 najważniejszych polskich utworów hip-hopowych” według serwisu T-Mobile Music.
W utworze „Dla ludzi skit” wykorzystano fragment wypowiedzi poety, prozaika, tłumacza i autora piosenek Edwarda Stachury.

## Lista utworów
Opracowano na podstawie materiału źródłowego.
1. „Dla ludzi skit” (prod. Peja) – 0:41
2. „Właściwy wybór” (prod. Peja, DJ Decks) – 4:32
3. „Być nie mieć” (gościnnie: Wiśnix, prod. DJ Decks) – 4:01
4. „Nie-kocham hip-hop” (prod. Peja) – 3:58
5. „Kolejny stracony dzień” (prod. DJ Decks, Peja, Magiera) – 5:49[A]
6. „WOS” (prod. DJ Decks, Peja) – 3:35
7. „I moje miasto złą sławą owiane...” (gościnnie: Ascetoholix, Owal, Mejger, Hans, Mientha, Medi Top Glon, Lamzaz, Senne Oko, Wiśnix, prod. Peja) – 8:14
8. „Dla frajerstwa skit” (prod. Peja) – 0:30
9. „Jest jedna rzecz (klub wersja)” (prod. Peja) – 4:19[B]
10. „Bit w bit skit” (prod. DJ Decks) – 0:37
11. „Głucha noc” (gościnnie: Medi Top Glon, Mientha, prod. Peja) – 5:10[C]
12. „Randori” (gościnnie: Doniu, prod. DJ Decks, Peja) – 4:22
13. „Mój rap, moja rzeczywistość” (prod. Peja) – 3:53[D]
14. „O tym, co było i o tym, co jest teraz” (gościnnie: Iceman, prod. Peja) – 3:49
15. „Dario Invader Poland” (prod. DJ Decks) – 1:28
16. „Jest jedna rzecz (dla ulicy RMX)” (prod. DJ Decks) – 4:39

Notatki
- A^ W utworze wykorzystano sample z piosenki „Niczyja dziewczyna” w wykonaniu Janusza Laskowskiego[10].
- B^ W utworze wykorzystano sample z piosenki „Gdzieś w nas” w wykonaniu Marka Grechuty[10].
- C^ W utworze wykorzystano sample z piosenki „Chmurami zatańczy sen” w wykonaniu Stana Borysa[10], pojawia się jego wokal z tej piosenki, który został przyspieszony.
- D^ W utworze wykorzystano sample z piosenki „A Fistful of Dynamite” w wykonaniu Ennio Morricone[11].

| Na legalu? (reedycja 2014) |
| --- |
| CD 1 1. „Dla ludzi skit” – 0:41 2. „Właściwy wybór” – 4:32 3. „Być nie mieć” – 4:01 4. „Nie-kocham-hip-hop” – 3:58 5. „Kolejny stracony dzień” – 5:49 6. „WOS” – 3:39 7. „I moje miasto złą sławą owiane...” – 8:14 8. „Dla frajerstwa skit” – 0:30 9. „Jest jedna rzecz” (Klub wersja) – 4:19 10. „Bit w bit skit” – 0:37 11. „Głucha noc” – 5:09 12. „Randori” – 4:22 13. „Mój rap, moja rzeczywistość” – 3:53 14. „O tym, co było i o tym, co jest teraz” – 3:48 15. „Dario Invader Poland” – 1:28 16. „Jest jedna rzecz” (Dla Ulicy Rmx) – 4:41 CD 2 1. „Mój rap, moja rzeczywistość” (Doniu Radio Rmx) – 3:26 2. „Mój rap, moja rzeczywistość” (Magiera Radio Rmx) – 4:19 3. „Mój rap, moja rzeczywistość” (LP Radio wersja) – 3:51 4. „Jest jedna rzecz” (Mario Rmx) – 4:43 5. „Jest jedna rzecz” (LP Radio wersja) – 4:17 6. „Jest jedna rzecz” (LP Instrumental) – 4:15 7. „Kolejny stracony dzień” (Doniu Radio Rmx) – 5:39 8. „Dotknij gdzie chcesz 2” – 3:38 9. „Egoiści” (Peja Brudny Rmx) – 3:09 10. „Egoiści” (Peja Radio Rmx) – 3:12 11. „Głucha noc” (Live) – 2:17 12. „Jest jedna rzecz” (Live) – 4:08 13. „Mój rap, moja rzeczywistość” (Live) – 4:22 14. „Jest jedna rzecz” (Video) – 4:17 15. „Mój rap, moja rzeczywistość” (Video) – 3:58 |

## Sprzedaż

### Pozycje w notowaniach OLiS
OLiS jest ogólnopolskim notowaniem, tworzonym przez agencję TNS Polska na podstawie sprzedaży albumów muzycznych na nośnikach fizycznych (nie uwzględnia zatem informacji o pobraniach w formacie digital download czy odtworzeniach w serwisach streamingowych).
| Tydzień | 1      | 2      | 3      | 4      | 5      | 6      | 7      | 8      | 9      | 10     | 11     | 12     | 13     | 14     | 15     | 16     |
| ------- | ------ | ------ | ------ | ------ | ------ | ------ | ------ | ------ | ------ | ------ | ------ | ------ | ------ | ------ | ------ | ------ |
| Pozycja | 19     | 10     | 10     | 15     | 15     | 17     | 23     | 26     | 17     | 25     | 42     | 34     | 44     | 45     | 30     | 30     |
| Źródło  | [ 13 ] | [ 13 ] | [ 14 ] | [ 15 ] | [ 16 ] | [ 17 ] | [ 18 ] | [ 19 ] | [ 20 ] | [ 21 ] | [ 22 ] | [ 23 ] | [ 24 ] | [ 25 ] | [ 26 ] | [ 26 ] |
| Tydzień | 17     | 18     | 19     | 20     | 21     | 22     | 23     | 24     | 25     | 26     | 27     | 28     | 29     | 30     | 31     | 32     |
| Pozycja | 42     | 48     | 41     | 45     | 32     | 18     | 13     | 23     | 16     | 13     | 10     | 22     | 14     | 15     | 21     | 15     |
| Źródło  | [ 27 ] | [ 28 ] | [ 29 ] | [ 30 ] | [ 31 ] | [ 32 ] | [ 33 ] | [ 34 ] | [ 35 ] | [ 36 ] | [ 37 ] | [ 38 ] | [ 39 ] | [ 40 ] | [ 41 ] | [ 42 ] |
| Tydzień | 33     | 34     | 35     | 36     | 37     | 38     | 39     | 40     | 41     | 42     | 43     | 44     | 45     | 46     | 47     | 48     |
| Pozycja | 25     | 23     | 24     | 21     | 24     | 40     | 38     | 40     | 39     | 37     | 32     | 24     | 46     | 38     | 16     | 20     |
| Źródło  | [ 43 ] | [ 44 ] | [ 45 ] | [ 46 ] | [ 47 ] | [ 48 ] | [ 49 ] | [ 50 ] | [ 51 ] | [ 52 ] | [ 53 ] | [ 54 ] | [ 55 ] | [ 56 ] | [ 57 ] | [ 58 ] |
| Tydzień | 49     | 50     | 51     | 52     | 53     | 54     | 55     | 56     | 57     | 58     | 59     | 60     | 61     | 62     | 63     | 64     |
| Pozycja | 19     | 22     | 24     | 24     | 24     | 15     | 33     | 41     | 25     | 28     | 38     | 36     | 37     | 43     | 39     | 36     |
| Źródło  | [ 59 ] | [ 60 ] | [ 61 ] | [ 62 ] | [ 63 ] | [ 64 ] | [ 65 ] | [ 66 ] | [ 67 ] | [ 68 ] | [ 69 ] | [ 70 ] | [ 71 ] | [ 72 ] | [ 73 ] | [ 74 ] |
| Tydzień | 65     | 66     | 67     | 68     | 69     | 70     | 71     | 72     | 73     | 74     | 75     | 76     | 77     | 78     | 79     | 80     |
| Pozycja | 39     | 37     | 34     | 38     | 31     | 48     | 32     | 37     | 23     | 37     | 49     | 40     | 35     | 39     | 44     | 44     |
| Źródło  | [ 75 ] | [ 76 ] | [ 77 ] | [ 78 ] | [ 79 ] | [ 80 ] | [ 81 ] | [ 82 ] | [ 83 ] | [ 84 ] | [ 85 ] | [ 86 ] | [ 87 ] | [ 88 ] | [ 89 ] | [ 90 ] |

| Rok  | Pozycja |
| ---- | ------- |
| 2002 | 25      |

### Certyfikaty ZPAV
Certyfikaty sprzedaży są wystawiane przez Związek Producentów Audio-Video za osiągnięcie określonej liczby sprzedanych egzemplarzy, obliczanej na podstawie kupionych kopii fizycznych i cyfrowych, a także odtworzeń w serwisach streamingowych.
| Certyfikat                  | Sprzedaż | Data                 |        |
| --------------------------- | -------- | -------------------- | ------ |
| złota płyta                 | 35 000+  | 15 stycznia 2003     | [ 93 ] |
| platynowa płyta             | 70 000+  | 3 sierpnia 2003      | [ 94 ] |
| złota płyta (reedycja 2014) | 15 000+  | 21 października 2020 | [ 95 ] |